# ICO (криптовалюти)
Initial coin offering, ICO (укр. первинна пропозиція монет, первинне розміщення монет) — форма залучення інвестицій в нові технологічні проєкти та стартапи у вигляді емісії та продажу інвесторам нових криптовалют. Вживається також в форматі «первинної пропозиції токенів». Переважно вживається вказана вище абревіатура — «ICO» [ай-сі-о], схожа на IPO.
Аналітична група Smith+Crown стверджує, що у 2017 році кількість ICO майже подвоїлась порівняно з 2016 роком (від 1,5 розміщень на тиждень до 2,75). При цьому помітно зростають обсяги залучених коштів: поряд з сотнями проєктів, що залучають від кількох сотень тисяч доларів до декількох мільйонів доларів, на ринок виходять компанії, розміщення яких залучили сотні мільйонів доларів. Наприклад, Status Research & Development GmbH, Switzerland, розмістив токени Status Network Token (SNT) на суму 95 млн дол., ще більш успішними стали розміщення токенів EOS і Bancor.

## Поняття ICO та IPO
Термін «ICO» утворений по аналогії з «IPO» (англ. Initial Public Offering — Первинна публічна пропозиція акцій. Основні відмінності ICO від свого початкового аналога (IPO) полягає у:
- відсутності на сьогодні державного регулювання, характерного для IPO та будь-яких інших публічних фінансових та інвестиційних видів діяльності;
- відсутності юридичних прав, які отримують власники акцій.

І якщо запровадження регулювання, вже активно обговорюване на усіх можливих рівнях, — це лише питання часу, то друга відмінність є фундаментальною. Токени за своїми властивостями ближче до облігацій. І там, де питання суттєвого контролю технологій та бізнесу за невеликі венчурні гроші є чуттєвим для інноваторів, відмова від моделі акціонерного товариства до моделі запозичень оцінюється експертами як прогресивний крок.
Згідно звіту за 25 липня 2017 року Комісія з цінних паперів і бірж США («SEC») вважає, що ICO для віртуального інвестиційного фонду The DAO була продажем цінних паперів.

## Історія
Першим ICO в історії стало розміщення токенів для проєкту Mastercoin в 2013 році, яке зібрало 5 млн доларів. До липня 2017 року, згідно з даними порталу coinmarketcap.com, в біржовому обороті перебуває понад 800 криптовалют, що свідчить про факт щоденного здійснення ICO. До цієї кількості криптовалют потрібно додати ті з них, які вже розміщуються, але на біржові майданчики не вийшли. Капіталізація ринку криптовалют на початок липня 2017 року складала понад 90 млрд доларів при суттєвому домінуванні біткойну (понад 40 млрд доларів) та ефіру (понад 25 млрд доларів).
1 липня 2017 року компанія Block.one оголосила про залучення 185 млн дол. за перші п'ять днів розміщення своїх токенів EOS. На поточний момент це новий рекорд після залучення в червні 150 млн дол. фондом Bprotocol при розміщенні токенів Bancor.
ICO як інструмент залучення інвестицій активно використовується не тільки IT-компаніями, але й так званим «реальним сектором»: в квітні 2017 року було здійснено ICO ферми «Коліоново», під час якого розміщувались токени з назвою «коліони» й було залучено понад 500 тис. дол. Ще на одній криптоплатформі — Waves — перебувають в обігу токени ZrCoin, випущені одним з російських виробників діоксиду цирконію. В липні 2017 року була запущена перша платформа для токенізації людей TokenStars, яка дозволяє вкладати кошти в успіх знаменитостей: спортсменів, акторів, музикантів і т. д.
4 вересня 2017 року сім китайських фінансових регуляторів офіційно заборонили всі ICO в Китайській Народній Республіці, вимагаючи, щоб виручка від усіх ICO, які вже відбулись, були відшкодовані інвесторам, інакше порушника буде «суворо покарано згідно закону». Ця дія з боку китайських регуляторів призвела до великих розпродажів та зниження курсу більшості криптовалют. До цієї заборони ICO залучили майже 400 млн дол. приблизно від 100 000 китайських інвесторів. За тиждень китайський фінансовий чиновник заявив по китайському національному телебаченню, що заборона на ICO має лише тимчасовий характер, допоки не з'являться правила та стандарти, які регулюють ICO.
Інші країни, наприклад Канада та острів Мен, працюють над врегулюванням ICO, замість їх заборони.
Динаміку ситуації навколо блокчейну, криптовалют, цифрової економіки підтверджують різні несподівані новації: в інформаційному просторі з'явився термін SCO — secondary coin offering (вторинна пропозиція монет), який намагається довизначити вторинний ринок в області криптовалют.
Платформа Ethereum займає лідируючі позиції серед інших платформ для проведення ICO. Доля ринку, що припадає на Ethereum складає понад 80 %. На платформі токени, зазвичай, генеруються на основі стандарту ERC-20. Згідно з Cointelegraph, мережа ICO на платформі Ethereum значною мірою складається з фішингу, фінансових пірамід та інших шахрайських схем, доля яких складає понад 10 % від усіх ICO.
30 січня 2018 року Facebook заблокував просування ICO, а також криптовалют та бінарних опціонів на своїх ресурсах. Пізніше реклама ICO також була заборонена у Твіттер, Google та MailChimp. Facebook, тим не менше, змінив свою думку й 25 червня 2018 року дозволив просування для перевірених рекламодавців.

## ICO та краудфандинг
ICO є однією з форм краудфандингу, — колективного фінансування. Найбільш відомим подібним проєктом в світі є сайт Kickstarter, існують краудфандингові проєкти і в Україні (наприклад, Велика Ідея).

## Зв'язок з криптовалютами та технологією блокчейн
Поняття ICO нерозривно пов'язане з криптовалютами та технологією блокчейн, яка є системою розподілених реєстрів або розподіленою базою даних: функціонування криптовалют є однією з найбільш важливих парадигм застосування блокчейна. ICO реалізується у вигляді попередньої емісії компанією своєї криптовалюти поза процедурами майнінгу або форжингу і розподілення даної емісії серед зацікавлених осіб. Одиниці криптовалют, які продаються, в професійній спільноті називаються як монетами, так і токенами. Раніше криптовалюти, що випускаються, придбавались переважно за біткойни. Згодом до біткойну в якості засобу оплати токенів додався ефір блокчейн-платформи Ethereum. Біткойни та ефіри можна обмінювати на звичайні гроші і таким чином, отримувати кошти на розвиток проєкту або технології.

## Регулювання
В середині 2017 року Комісія з цінних паперів та бірж США (SEC) випустила лист з роз'ясненнями щодо ICO та пов'язаних з ними ризиків та порівнянням з традиційними методами інвестування. Комісія підкреслила, що ця технологія може використовуватись для надання чесних та законних інвестиційних можливостей, та запропонувала регулювати розміщення згідно з законом США Securities Exchange Act 1934 року, зокрема, реєструвати пропозицію та продаж токенів в SEC.